# レッツ・ラヴ
「レッツ・ラヴ」（Let's Love）は、スパイス・ガールズのメンバー、メラニー・チズムのセカンド・ソロアルバム、『リーズン』に収録されている曲。2003年8月6日に日本でのみ、シングルが発売された。

## インフォメーション
メラニーCのセカンド・アルバム、『リーズン』からは、「ヒア・イット・カムズ・アゲイン」、「オン・ザ・ホライズン」、「メルト/イェー・イェー・イエー」とこの曲、計4曲がシングルとしてリリースされ、「レッツ・ラヴ」は日本でのみ発売された。同曲はアジア、オーストラリアでトヨタのCMに6ヶ月間使われた。

## トラックリスト
日本版
1. "Let's Love" - 3:23
2. "Like That" - 3:09
3. "Living Without You" - 4:06
4. "Let's Love" (インストルメンタル) - 3:23